# Sheikh Omar Fye (Politiker, 1889)
Sheikh Omar Fye, auch Sheikh Omar Faye (* 1889 in Bathurst; † 12. Dezember 1959) war ein gambischer Politiker, der in der britischen Kolonie Gambia in der Zeit ab den frühen 1920ern bis zum Zweiten Weltkrieg tätig war.

## Politisches Leben
| Parlamentswahl | Stimmen | Stimmanteil |
| -------------- | ------- | ----------- |
| 1947           | 1.018   | 31,86 %     |

Fye, Angehöriger der Ethnie Wolof, war der Vertreter einer europäischen Handelsfirma in Bathurst, wie die Hauptstadt Banjul zu der Zeit noch hieß. Er kämpfte lange Zeit für das Recht zur Vertretung im Legislativrat der muslimischen Gemeinde in Bathurst und konkurrierte mit Ousman Jeng, der ebenfalls für den Legislative Council ernannt werden wollte. Fye, Anhänger der Tidschani, wurde über die Jahre hinweg von der Muslim Juma Society, die von Momadu Jahumpa angeführt wurde, unterstützt, was schließlich die Aufnahme in den Legislativrat 1932 ermöglichte. Als 1937 die Erneuerung der Mitgliedschaft im Rat anstand, hatte Jeng mittlerweile Frieden mit den Gegnern innerhalb der muslimischen Gemeinde geschlossen und fand in Edward Francis Small einen Verbündeten in der christlichen Gesellschaft. Trotz der breiteren Unterstützung war die Kolonial-Regierung nicht bereit Jeng, wegen der Verbindung zu Small, im Council einzusetzen. So wurde die Mitgliedschaft Fyes im Council verlängert. Unter der Kolonial-Regierung von Sir Hilary Blood wurde im März 1942 die Amtszeit von Fye um weitere zwei Jahre verlängert, da kein geeigneter jüngerer Kandidat zur Verfügung stand.

## Auszeichnungen und Ehrungen
Fye wurde 1947 mit dem Order of the British Empire (OBE) ausgezeichnet.

## Familie
Sheikh Omar Fye ist der Großvater von Sheikh Omar Fye, der Teilnehmer bei den Olympischen Spielen 1984 und 2006 bis 2007 Minister für Jugend, Sport und religiöse Angelegenheiten (State for Youth, Sports and Religious Affairs) war.